# Буђо (Империја)
Буђо је насеље у Италији у округу Империја, региону Лигурија.
Према процени из 2011. у насељу је живело 130 становника. Насеље се налази на надморској висини од 471 м.